# Hidas
Hidas là một thị trấn thuộc hạt Baranya, Hungary. Thị trấn này có diện tích 19,06 km², dân số năm 2010 là 2067 người, mật độ 108 người/km².